# Hovteater
Hovteater var en teaterlokal vid eller i anslutning till ett hov, ofta en slottsteater. I en vidare bemärkelse avses även publika teatrar som stått under kungligt beskydd, kungliga teatrar.
Hovteater kan även avse teaterföreställningar som spelats vid hoven. Uttrycket används ofta pejorativt om teater som uppfattas som fjäskig mot den eller de som har makt.
Exempel på hovteatrar är Hovteatern i Dresden, Drottningholms slottsteater och Confidencen, Kina slott. 